# Oruza pallicostata
Oruza pallicostata är en fjärilsart som beskrevs av Otto Staudinger 1892. Oruza pallicostata ingår i släktet Oruza och familjen nattflyn. Inga underarter finns listade i Catalogue of Life.